# Liste der denkmalgeschützten Objekte in Aš
Grundlage dieser Liste der denkmalgeschützten Objekte in Aš ist die ÚSKP-Liste (Ústřední seznam kulturních památek České republiky, deutsch Zentrale Liste der Kulturdenkmäler der Tschechischen Republik), die von der tschechischen Denkmalschutzbehörde NPÚ (Národní památkový ústav, deutsch Nationale Denkmalbehörde) seit 1987 geführt wird und an die seit dem Jahr 1850 geschaffenen Listen anschließt.

## Denkmalgeschützte Objekte in der Stadt Aš nach Ortsteilen

### Aš(Asch)
| Lage                                                    | Objekt                                                          | Beschreibung | ÚSKP-Nr.                  | Bild                                                            |
| ------------------------------------------------------- | --------------------------------------------------------------- | --- | ------------------------- | --------------------------------------------------------------- |
| Aš, Mikulášská, Příbramská (Standort)                   | Kirche St. Nikolaus (Kostel svatého Mikuláše)                   | Römisch-katholische einschiffige Kirche St. Nikolaus mit dem Grundriss eines Kreuzes, in der Längsachse ergänzt durch einen 48 m hohen Eingangsturm, erbaut im Neorenaissance-Stil in den Jahren 1867–1872, Architekt: Karl Wiedermann (1815– um 1875) aus Franzensbad. | 10366/4-4876 Info Katalog | weitere Bilder                                                  |
| Aš, Mikulášská 3/5 (Standort)                           | Nische mit Relief Salva Guardia (Nika s reliéfem Salva Guardia) | Relief Salva Guardia - bildhauerische Arbeit in einer pseudobarocken Nische an der Ecke der Gartenmauer des Stadtmuseums. | 28597/4-3 Info Katalog    | Nische mit Relief Salva Guardia (Nika s reliéfem Salva Guardia) |
| Aš, Husovo náměstí, U Radnice (Standort)                | Luther-Denkmal                                                  | Luther-Denkmal aus dem Jahr 1883 zum 400. Geburtstag von Martin Luther. Die Bronzestatue wurde nach einem Entwurf des Bildhauers Johann Rössner in der Werkstatt von Christoph Lenz in Nürnberg gegossen. Es ist das einzige Lutherdenkmal in der Tschechischen Republik. Das Denkmal besteht aus einem hohen Sockel aus poliertem Syenit auf drei Granitstufen und der lebensgroßen Statue Luthers. | 106179 Info Katalog       | weitere Bilder                                                  |
| Aš, Hlavní (Standort)                                   | Goethe-Denkmal                                                  | Goethe-Denkmal, errichtet 1932 am urspr. Marktbrunnen von 1867, vom Bildhauer Johannes Watzal (1887–1945) aus Teplitz-Schönau | Wikidata-Objekt anzeigen  | weitere Bilder                                                  |
| Aš, Na příkopech (Standort)                             | Steinerne Friedhofsbrücke                                       | Steinerne Friedhofsbrücke, graues Steinmauerwerk aus Schieferstein, tonnengewölbt mit einem Bogen von der ausgebrannten zerstörten evangelischen Kirche über einen Wassergraben zwischen dem alten und dem neuen Friedhof, steht in direkter Verbindung mit der Friedhofsmauer. | 46559/4-4280 Info Katalog | BW                                                              |
| Aš, Hlavní 239/23, Karlova (Standort)                   | Ehem. Sparkasse                                                 | Gebäude der ehemaligen Egerer Sparkasse, errichtet 1904 im geometrischen Jugendstil nach einem Entwurf des Architekten Josef Zasche. Es zeichnet sich durch eine hochwertige Fassade mit reichhaltiger skulpturaler Dekoration (gestaltet von Karl Wilfert dem Jüngeren und Adolf Mayerl) und eine prächtige Treppenhalle im Innenraum aus. Ein großes öffentliches dreistöckiges Gebäude mit einem Turm am rechten Rand der Fassade, der von einer Kuppel bekrönt wird. Die Fassade des Hauses besitzt fünf Fensterachsen und in den oberen Stockwerken ein Fenstererker, der Eingang zum Gebäude befindet sich in der dritten Achse von links. Die letzten beiden Stockwerke haben rechteckige Fensteröffnungen. Nach dem Umbau dient das Gebäude als Sitz der Stadtbibliothek, des Informationszentrums und des Finanzamtes. | 106288 Info Katalog       | Ehem. Sparkasse                                                 |
| Aš, Gustava Geipela 378/2 (Standort)                    | Villa Gustav Geipel                                             | Ehem. Villa des Unternehmers Gustav Geipel, erbaut 1888 im Geist des romantischen Historismus nach den Plänen der Firma Köhler & Pscher, mit einem Holzpavillon aus Fachwerk und erhöhtem Garten mit originalem schmiedeeisernem Zaun. | 105829 Info Katalog       | weitere Bilder                                                  |
| Aš, Karlova 700/17 (Standort)                           | Turnhalle                                                       | Das Gebäude des ehem. Egerer Turnvereins von 1912/13 ist ein repräsentatives monumentales Gesellschaftshaus im Stil des geometrischen Jugendstils mit klassizistischen Anklängen. Das Gebäude wurde vermutlich vom Egerer Baumeister Ernst Hausner entworfen. | 106377 Info Katalog       | weitere Bilder                                                  |
| Aš, Poštovní náměstí 635/1 (Standort)                   | Feuerwache mit Bibliothek                                       | Feuerwache mit Bibliothek, ein Gebäude des Architekten Emil Rösler (1874–nach 1929), errichtet im Jahr 1931 im Stil der Zwischenkriegsmoderne. | 103798 Info Katalog       | BW                                                              |
| Aš, Hlavní 368/47 (Standort)                            | Innenraum eines ehemaligen Pelzladens                           | Bürgerhaus, davon nur der Innenraum eines ehem. Pelzladens, errichtet im Jugendstil. Das Interieur, einschl. der Stuckdecken, Einbauschränke, Trennwände und Türen, Schaufensterverkleidung und Schaufenster ist mit Schnitzereien, Intarsien, geschliffenem und geätztem Glas verziert. | 34726/4-4756 Info Katalog | BW                                                              |
| Aš, 0,5 km westlich der Kvapilova-Straße (Standort)     | Sühnekreuz                                                      | Sühnekreuz aus Granit, beschädigt, ohne Inschriften oder Reliefs. | 32594/4-4252 Info Katalog | BW                                                              |
| Aš, Komenského, im Garten der 2. Grundschule (Standort) | Sühnekreuz                                                      | Sühnekreuz aus Granit mit beschädigtem Arm. Das Kreuz stand ursprünglich an der alten Straße von Mokřiny nach Aš. Es wurde zweimal umgesetzt und steht seit 1914 an dieser Stelle. | 37853/4-4254 Info Katalog | BW                                                              |
| Aš, Klicperova (Standort)                               | Sühnekreuz                                                      | Monolithisches Versöhnungskreuz aus Granit, frei von Inschriften oder Reliefs. Es wurde mehrmals umgesetzt, heute steht es an seinem ursprünglichen Platz. | 35099/4-4253 Info Katalog | weitere Bilder                                                  |

### Dolní Paseky(Niederreuth)
| Lage                                                                                          | Objekt     | Beschreibung | ÚSKP-Nr.                  | Bild           |
| --------------------------------------------------------------------------------------------- | ---------- | --- | ------------------------- | -------------- |
| Dolní Paseky, bei der Straßenbrücke am Ufer des Bachs Weiße Elster (Bílý Halštrov) (Standort) | Sühnekreuz | Monolithisches Sühnekreuz aus Stein ohne Inschrift oder Relief. Es wurde 1992 von ehem. deutschen Einwohnern gefunden. | 52000/4-5286 Info Katalog | weitere Bilder |

### Doubrava(Grün)
| Lage                | Objekt                     | Beschreibung | ÚSKP-Nr.                  | Bild           |
| ------------------- | -------------------------- | --- | ------------------------- | -------------- |
| Doubrava (Standort) | Ehem. Papierfabrik in Asch | Papierfabrik mit einer Reihe von Fragmenten - Grundmauern des ehem. Papierfabrikgebäudes, einschl. Wasserantrieb - eine Reihe von Steinrelikten: eine Steinschleifscheibe, ein steinerner Papierholländer aus dem Jahr 1750 und eine Reihe von Sammlern und Mischbehältern für Zellstoff. Die Papierfabrik wurde bereits während des Dreißigjährigen Krieges erwähnt. | 38102/4-4681 Info Katalog | weitere Bilder |

### Kopaniny(Krugsreuth)
| Lage                | Objekt                            | Beschreibung | ÚSKP-Nr.            | Bild           |
| ------------------- | --------------------------------- | --- | ------------------- | -------------- |
| Kopaniny (Standort) | Schloss Kopaniny (Zámek Kopaniny) | Schloss Kopaniny (Ruine), entstanden aus zwei gotischen Gebäuden, die Wirtschaftsgebäude fehlen, Rest 2007 abgebrannt, dabei wurden alle Holzbauten zerstört, nur das Gebäude in der nordwestlichen Ecke blieb stehen. | 104079 Info Katalog | weitere Bilder |

### Mokřiny(Nassengrub)
| Lage               | Objekt              | Beschreibung | ÚSKP-Nr.            | Bild           |
| ------------------ | ------------------- | --- | ------------------- | -------------- |
| Mokřiny (Standort) | Evangelische Kirche | Evangelische Kirche Mokřiny, errichtet von 1912 bis 1914 nach dem Entwurf des Berliner Architekten Otto Bartning im Heimatstil. Das Aussehen der Kirche erinnert an die nahe gelegenen Kirchen des sogenannten evangelischen Barock von Asch. | 106292 Info Katalog | weitere Bilder |